# Lester Hudson
Pour les articles homonymes, voir Hudson.
Lester Hudson, né le 7 août 1984 à Memphis, dans le Tennessee, est un joueur américain de basket-ball. Il évolue carrière au poste d'arrière.